# ソルトレイク郡 (ユタ州)
ソルトレイク郡（英: Salt Lake County）は、アメリカ合衆国ユタ州の中北部に位置する郡である。人口は118万5238人（2020年）で、ユタ州では人口最大の郡である。郡庁所在地は州都であるソルトレイクシティ。1852年に設立され、郡名はグレートソルト湖にちなんで名付けられた。ソルトレイク・バレーにあり、西はオウカー山脈、東はワサッチ山脈に囲まれている。さらにグレートソルト湖の一部が郡北西部にある。スキーのリゾート地としても名高く、2002年冬季オリンピックの開催地となった。
ソルトレイク郡はソルトレイクシティ都市圏、ならびにソルトレイクシティ・オグデン・クリアフィールド広域都市圏に属している。

## 地理
アメリカ合衆国国勢調査局に拠れば、郡域全面積は808平方マイル (2,090 km2)であり、このうち陸地は737平方マイル (1,910 km2)、水域は70平方マイル (180 km2)で水域率は8.72％である。
郡内で最も存在感のある地形は東部のワサッチ山脈であり、夏季および冬季の活動で有名である。この地域に降る雪は、その柔らかさときめ細かさのゆえに「地球上最も偉大な雪」と言われることが多く、2002年冬季オリンピックの開催地となる要因になった。郡内にはリトルコットンウッド・キャニオンのスノーバードとアルタ、ビッグコットン・キャニオンのソリチュードとブライトンと4つのスキー場がある。夏季には特にハイキングやキャンプの人気がある。郡の西部はオウカー山脈である。これら2つの山脈は、南にあるかなり小さなトラバース山脈と共にソルトレイク・バレーの境界となっており、北西はグレートソルト湖、北はソルトレイク背斜が境界になっている。

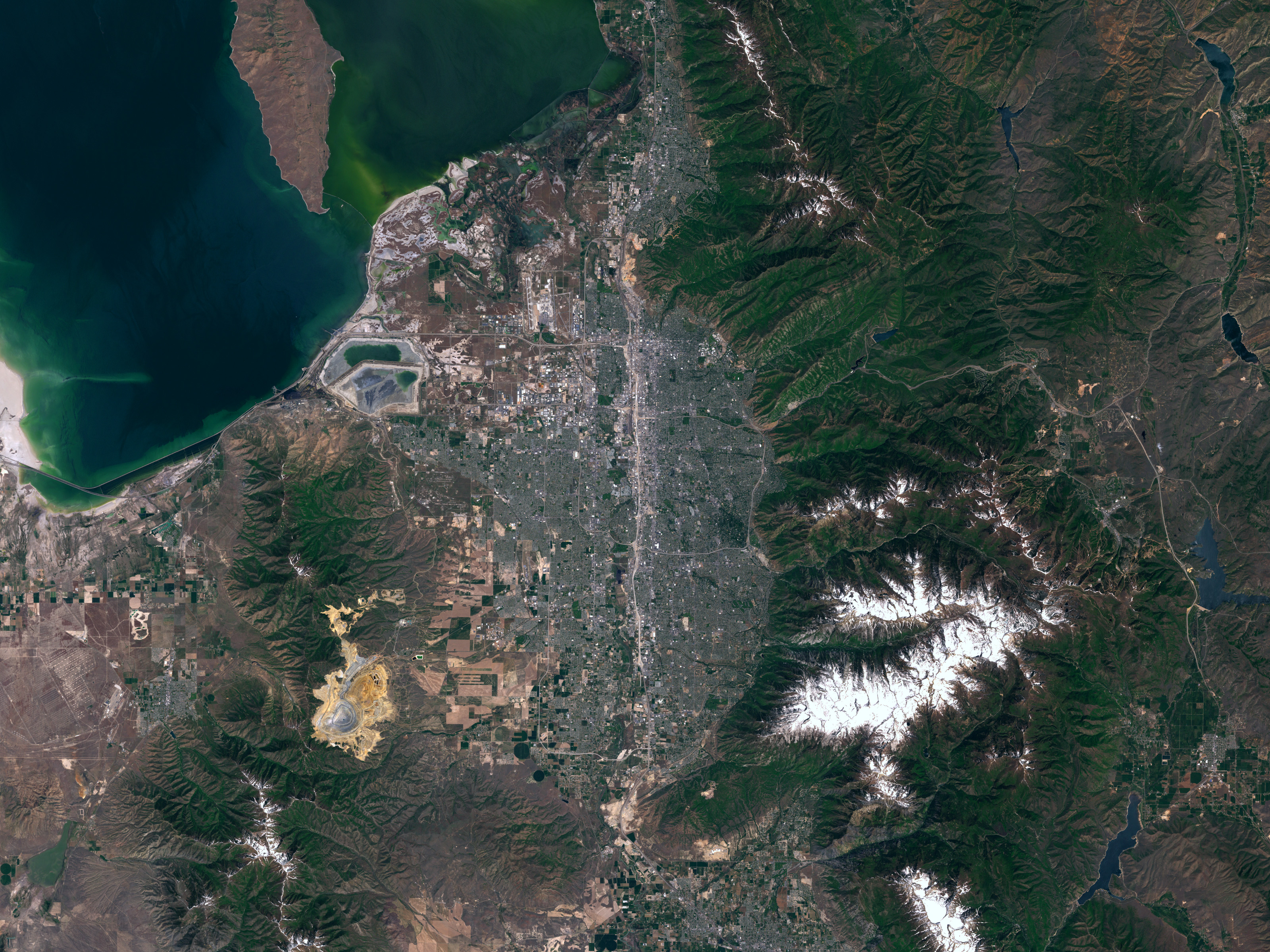
ソルトレイク郡の衛星写真

バレーへの入り口は全て狭くなっている。北東のパーリーズ・キャニオンからサミット郡へ、やはり北東のエミグレーション・キャニオンからモーガン郡へ、北のソルトレイク背斜とグレートソルト湖の間からデービス郡へ、南の「ポイント・オブ・ザ・マウンテン」からユタ郡へ、さらに北西のオウカー山脈とグレートソルト湖の間からトゥーイル郡へと通じている。北と東の斜面では住宅が山の中腹まで上がった位置に立てられていることもあり、西と南のより急な斜面にも新しい町が建設されている。中西部、南西部および南部では急速な住宅建設が続いている。最西部、南西部および北西部では田園部が残っているが、急速な成長によってバレー内自然環境が残っている所も脅威になっている。

### 隣接する郡
- トゥーイル郡 - 西
- ユタ郡 - 南
- ワサッチ郡 - 南東
- サミット郡 - 東
- モーガン郡 - 北東
- デービス郡 - 北

### 国立保護地域
- ワサッチ国立の森（部分）

## 気候

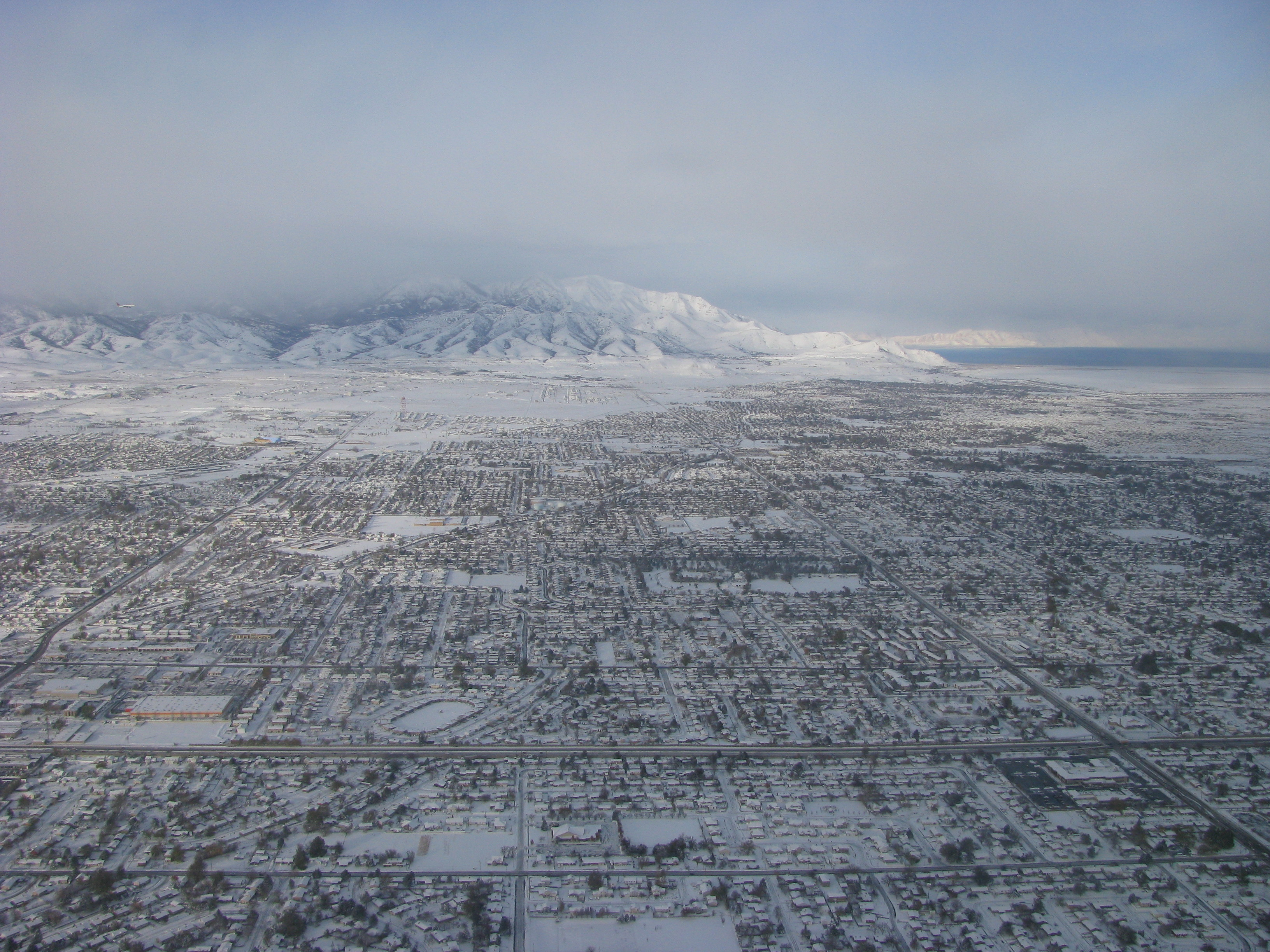
雪のソルトレイクシティ

ソルトレイク・バレーは年間平均15インチ (380 mm) の降水量があり、通常東部の方が西部よりも雨が多く、暴風雨の多くは太平洋から来ている。西部はオウカー山脈の雨陰になっている。標高の高い所では20インチ (500 mm) までの雨が降る。降水の大半は春に降っている。夏は乾燥し、降水量の大半は南から上がってくるモンスーンによるものである。モンスーンには短時間、地域を限定し、雨の少ない雷雨が伴う。しかし、大変激しいこともある。これらの雷雨が鉄砲水や山火事（雨のない稲妻と強風による）を起こすこともある。晩秋、初冬および春に特に雨が多く、初夏が最も少ない。
降雪量は年間平均55インチ (140 cm) 以上となり、高原部では100インチ (250 cm) にもなる。11月半ばから3月まで、降雪が多い。山岳部では軽く乾燥した雪が500インチ (1,270 cm) も降り、降水量も年間55インチ (1400 mm) となる。乾燥した雪はスキーに好適と考えられるので、郡内にはスキー場が4か所ある。降雪は10月から5月まで観測される。郡内の豪雪が湖水効果によることがあり、グレートソルト湖の高い塩分濃度のために全面が凍ることはない湖水の暖かさで降雪量が増えることになる。湖水効果は郡内のどこでも起こりうる。乾燥した雪は地域の低湿度状態を作りだしている。
冬季の気温逆転層の影響が問題になっている。この現象でバレーの底に大気汚染、湿気および低温が続き、周辺の山岳部は比較的高温で明るい日照を受けることになる。このことで山岳部の雪を溶かし、バレーの底では不健康な大気質と視界の悪さに繋がっている。この現象は数日間から極端な場合は1か月も続き、グレートベースンに居座る大変強い高気圧によって起こされている。

## 人口動態
以下は2010年国勢調査による人口統計データである。
| 基礎データ - 人口: 1,029,655人 - 世帯数: 343,218 世帯 - 家族数: 291,686 家族 - 人口密度: 791人/km2（1,274人/mi2） - 住居数: 364,031軒 - 住居密度: 279軒/km2（450軒/mi2） 人種別人口構成 - 白人: 81.2% - アフリカン・アメリカン: 1.59% - ネイティブ・アメリカン: 0.89% - アジア人: 3.30% - 太平洋諸島系: 1.53% - その他の人種: 8.35% - 混血: 3.14% - ヒスパニック・ラテン系: 17.09% 先祖による構成 - イギリス系：30％ - ドイツ系：10％ - デンマーク系：7％ - メキシコ系：5％ - スコットランド系：4％ | 年齢別人口構成 - 18歳未満: 30.5% - 18-24歳: 12.9% - 25-44歳: 30.6% - 45-64歳: 18.0% - 65歳以上: 8.1% - 年齢の中央値: 29歳 - 性比（女性100人あたり男性の人口） - 総人口: 101.7 - 18歳以上: 99.7 世帯と家族（対世帯数） - 18歳未満の子供がいる: 40.1% - 結婚・同居している夫婦: 57.8% - 未婚・離婚・死別女性が世帯主: 10.4% - 非家族世帯: 27.5% - 単身世帯: 20.8% - 65歳以上の老人1人暮らし: 6.2% - 平均構成人数 - 世帯: 3.00人 - 家族: 3.53人 収入と家計 - 収入の中央値 - 世帯: 48,373米ドル - 家族: 54,470米ドル - 性別 - 男性: 36,953米ドル - 女性: 26,105米ドル - 人口1人あたり収入: 20,190米ドル - 貧困線以下 - 対人口: 8.0% - 対家族数: 5.7% - 18歳未満: 9.0% - 65歳以上: 5.5% |

## 歴史

### 19世紀
ソルトレイク郡となった地域では、1847年に末日聖徒イエス・キリスト教会のモルモン開拓者が東部での迫害を逃れ、エミグレーション・キャニオンを抜けてソルトレイク・バレーに到着した時に開拓が始まった。その指導者ブリガム・ヤングはバレーを見た後で「ここがその地だ」と宣言した。当時は乾燥した砂漠であり将来性が見込まれるわけではなかった。しかし、かれらは優れた灌漑技術によって繁栄し自給できるグレートソルトレイクシティを造り上げた。その後の数十年間で世界中から数多いモルモン教徒が移ってきた。ソルトレイク郡は正式には1850年1月31日に創設され、このときの人口は11,000人を超えたところだった。
開拓地はバレー内とさらにその向こうまで広がり、1857年にはユタ準州の州都がグレートソルトレイクシティに移された。市名はその後グレートが取れて、ソルトレイクシティとなった。1858年、ブリガム・ヤング準州知事が教会の一夫多妻制を止めることを拒んだ後で、ユタ準州は反乱状態を宣言した。連邦政府は軍隊を送って新しい知事を就任させ、地域の安定を保とうとした。しかし、バレー内はもぬけの殻であり、陸軍は南のユタ郡にキャンプ・フロイドを構築した。1862年、現在ユタ大学がある場所に近い東部の高台にダグラス砦が設立され、南北戦争の間も準州が連邦（北軍）との同盟関係を維持するようにされた。
ダグラス砦に駐屯した守備隊の指揮官パトリック・エドワード・コナーは、反モルモン教を公言し、近くの山岳部の鉱物資源を探る部隊を派遣して、そこに非モルモン教徒が入植することを奨励した。19世紀後半、特にアルタの周辺に鉱山ができた。鉱物資源から得られる富は1870年にユタ中央鉄道が開通して実現された。ビンガム・キャニオン鉱山には大量の銅と銀の埋蔵量があり、この時期に設立された鉱山の中でも最も有名だった。郡南西部のオウカー山脈にある鉱山では、その狭い谷に数千の開拓者が入った。その最盛期、ビンガムキャニオン市には2万人の人口がおり、急峻な谷の壁に人が集まり、自然災害もしばしば起こった。20世紀初期までに、郡内の鉱山の大半が閉鎖された。しかし、ビンガム・キャニオン鉱山は拡張を続け、今日では世界でも最大級の露天掘り鉱山となっている。

### 20世紀
鉄道が郡内に開通した後、人口が急速に拡大を始め非モルモン教徒が市内に多く入植するようになった。20世紀初期、重工業が始められて経済が多様化し、ソルトレイクシティやサウスソルトレイクの町には路面電車が通った。その後自動車が郡内公共交通の役目を果たすようになって、1945年には路面電車の大半が廃止された。19世紀後半から20世紀初期にかけて、バレーの東部で人口が増加し始めた。1942年、第二次世界大戦のために大規模軍事施設であるキャンプ・カーンズが、バレーの西側、現在のカーンズとテイラーズビルに設立された。1946年にこのキャンプが閉鎖されると、その土地が売却され西側でも急速な宅地化が始まった。第二次世界大戦中にはワサッチフロントとグレートソルトレイク砂漠にも別の大きな軍事施設が設立されており、さらなる成長と好況を演出し、ユタ州は大きな軍事センターとなった。1940年代後半、1950年代および1960年代の全国的な郊外ブームにより、サウスソルトレイク、マリ、ミッドベールなどバレー東部の都市が急速に成長した。
1960年代に空港が国際空港に格上げされてソルトレイクシティ国際空港となった。国内の工業化が進んだ都市全てと同様、ソルトレイクシティは郊外部の発展が甚だしく進んだ1960年代には特に中心部の衰退に直面していた。サンディ、ウェストジョーダンおよびウェストバレーシティとなった都市部の成長が1970年代と1980年代を画した。バレーの中心部に広大な住宅用地が創られ、僅か10年間でこの地域は農地からソルトレイクシティの広がるベッドタウンに変わっていった。1980年にはグランジャー、ハンターおよびチェスターフィールドの未編入の町3つを統合してウェストバレーシティが創設された。しかし、郡内の全ての地域が成長したわけではなかった。ソルトレイクシティの中心部が衰退していただけでなく、ビンガム・キャニオン鉱山の坑夫達に住居を提供していた都市は1960年代と1970年代に衰退してしまった。ビンガム・キャニオン市は完全に廃墟となり、1972年までに鉱山に飲み込まれた。1980年に行われたラークの解体がこの課程を完結させた。郡内で唯一残っている鉱山町はカッパートンであり、ウェストジョーダンの南西にあって、住人数約800人である。
特に1990年代からは、急速成長がさらに南と西に移った。古い農地や牧場地が新しい住宅開発に飲み込まれた。ウェストジョーダン、サウスジョーダン、リバートン、ヘリマンおよびドレイパーのような都市が州内で急成長するところだった。1990年代、ソルトレイクシティは中心部衰退の傾向を逆転させ、40年ぶりに人口が増加した。2002年冬季オリンピックの開催地となることを選択し、市内に建設ブームが起こり、オリンピックが終わった後も、不況の始まった2008年まで続いた。郡の人口が100万人を超えると、郡の大きな問題は都市化に関することになった。バレーの最西側に僅かに田園部が残っている。また公害と交通も別の問題となっている。
末日聖徒イエス・キリスト教会とユタ州の統計に拠ると、2004年のソルトレイク・トリビューンに報じられたように、モルモン教徒は州人口の53％を占めている。1994年の62％、1999年の57％という数字と比較して外挿すると、現在（2011年）は50％を割っている可能性がある。

## 経済
ソルトレイク郡の地域経済は末日聖徒イエス・キリスト教会と鉱業を中心に回ってきた。どちらも重要な経済要素のままであるが、20世紀に入ってその重要性が大きく減退してきた。第二次世界大戦以降、アメリカ合衆国西部における戦略的中心であることと、西部のグレートソルト湖砂漠がほとんど人が住まず、荒涼としていることとのために、防衛産業が大変重要な経済要素となってきた。
1930年にアルタ・スキー場がオープンして以来、スキーなどウィンタースポーツが経済の推進力になってきた。1995年、ソルトレイクシティは2002年冬季オリンピックの開催地に選定された。このオリンピックで観光業と経済が繁栄し、郡内の交通事情を劇的に改善させた。郡の人口が急速に増加を続ける限り、交通は重要な問題である。1980年代と1990年代に大きな改善が進み今日に至っている。1960年代からはサービス指向の産業が発展し、1980年代と1990年代には情報産業も興隆を始めた。近年、情報産業は停滞気味だが、Overstock.com のような情報とコンピュータの会社が現在も繁栄している。

## 法と政府

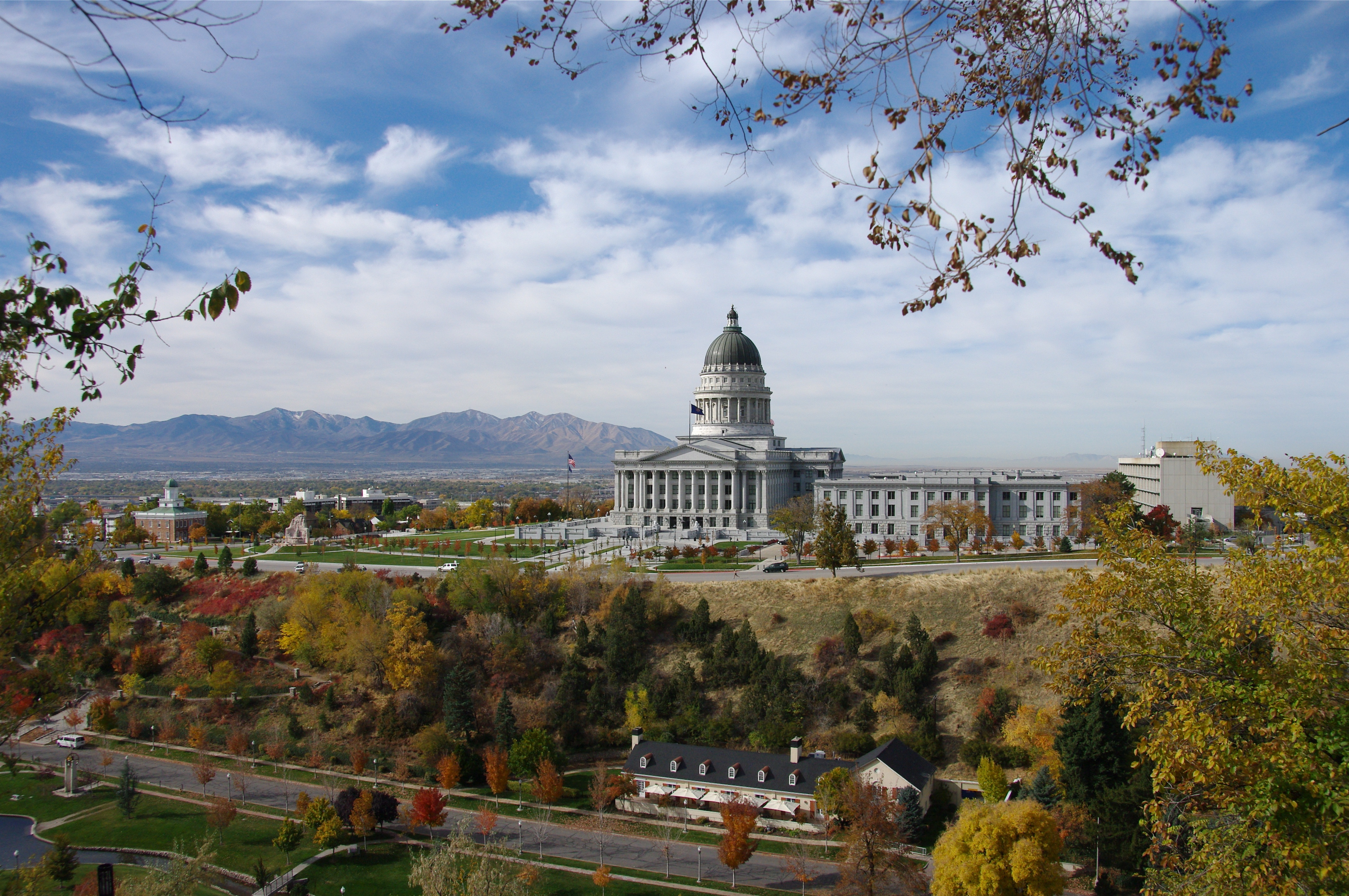
ユタ州会議事堂

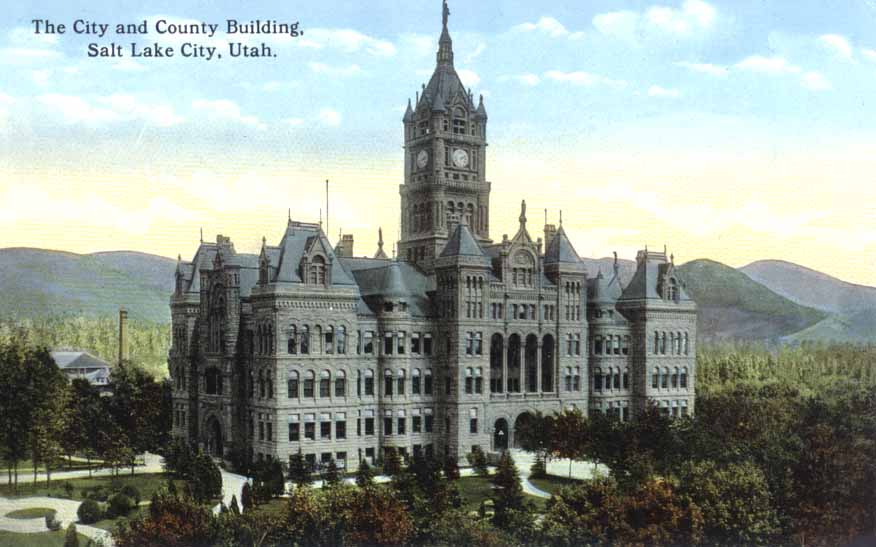
ソルトレイクシティ市と郡のビル、1923年頃

ソルトレイク郡は党公認の郡長が居ることでは特異な郡である。現郡長は民主党のピーター・コローンである。以前の郡長にはナンシー・ワークマンやアラン・デイトンが居た。

### 郡政委員会
ソルトレイク郡には郡長以外に郡政委員会がある。委員は全郡から選ばれる3人と、6選挙区からそれぞれ選ばれる6人がいる。選挙区選出委員は4年任期で、2年ごとに半数が改選され、選挙は党を母体に行われる、全郡から選ばれる3人の任期は6年間である。

### 政治
ソルトレイク郡は特に州政府と連邦政府の選挙で共和党候補を選ぶ傾向にある。2004年アメリカ合衆国大統領選挙では、現職の共和党大統領ジョージ・W・ブッシュが民主党候補のジョン・ケリーを59％対37％の得票率でソルトレイク郡を制した。しかし、2008年アメリカ合衆国大統領選挙では、民主党のバラク・オバマが共和党のジョン・マケインを48.17％対48.09％、票数で296票差という僅差で破った。1964年にリンドン・B・ジョンソンが勝利して以来となる民主党候補の勝利だった。

## 教育
ソルトレイク郡には5つの教育学区がある。ソルトレイクシティ市とマリ市はそれぞれ独自の教育学区を運営している。グラニット教育学区は州内最大の学区であり、カーンズとテイラーズビルからウェストバレーシティ、東はサウスソルトレイクとミルクリークなど、広い範囲をカバーしている。ジョーダン教育学区は生徒数48,000人であり、郡南部のウェストジョーダンを含む地域をカバーしている。新しいキャニオンズ教育学区はサンディとドレイパーを含んでいる。2007年11月6日、ジョーダン教育学区の東側、サンディ、ドレイパー、ミッドベール、コットンウッドハイツおよび隣接する未編入領域の住人がジョーダン教育学区からの分離を住民投票に掛けて成立した。ウェストジョーダンでも同じような住民投票があったが、否決された。
郡内に公立高校は21校ある。他にローマ・カトリック教ソルトレイクシティ教区が8つの小学校、1つの中学校、2つの高校、2つの幼稚園を運営している。ソルトレイクシティ市内にあるジャッジ・メモリアル・カトリック高校はユタ州最大のカトリック系高校である。またドレイパー市でフアンディエゴ高校も運営している。また独立系学校も幾つかある。

## 交通
ソルトレイク郡内を3つの州間高速道路と1つのアメリカ国道が横切り、他に高速道路1本と自動車専用道路1本がある。アメリカ国道89号線は北のデービス郡から一直線に南下して、ドレイパーの北で州間高速道路15号線に合流する。そのルートの大半でステート・ストリートと呼ばれ、バレーのなかで主要な平面道路である。州間高速道路15号線と州間高速道路80号線はソルトレイクシティ市中心街の直ぐ西で交差し、南北に約5キロメートル合流したままである。州間高速道路80号線は西のソルトレイクシティ国際空港の側を通り、東はパーリーズ・キャニオンを過ぎてワサッチ山脈に入る。州間高速道路15号線はバレーを南北に貫き、都市回廊全体に接続している。2002年冬季オリンピックの準備で1998年から2001年まで行われた拡張計画で、高速道路は10ないし12車線となった。州間高速道路215号線は郡内西部、中央部および東部の郊外地の多くを繋ぎ、270度の環状になっている。ユタ州道201号線、別名「第21サウス・フリーウェイ」はウェストバレーシティと郡西部へのアクセスを提供している。州道154号線、別名バンガーター・ハイウェイは空港からバレーの西端までを横切る高速道路であり、州間高速道路15号線とドレイパーの南で繋がっている。州道68号線、別名レッドウッド道路はバレー全体を南北に横切る唯一の表面道路である。
TRAXと呼ばれるライトレールをユタ・トランジット・オーソリティーが運行し、ソルトレイクシティ市中心街のソルトレイク中央駅から南のサンディまでの線と、東のユタ大学までの線があり、駅は28駅ある。空港、ウェストバレーシティおよびサウスジョーダンへの延伸線が建設中であり、ドレイパーへの延伸線も承認された。4線は2014に完成した。通勤鉄道であるフロントランナーがソルトレイク中央駅からプレザントビューまで、2008年4月に運行を始めた。南のプロボまでの延伸が2012年に完成した。ユタ・トランジット・オーソリティーはバレー内のほとんどあらゆる場所と、冬季のスキー場にバス便を運行している。2008年に完成したレガシー・パークウェイは州間高速道路215号線とバレーの北端で接続し、北のデービス郡に向かう代替道路となり、混雑を緩和している。マウンテンビュー・コリダーはバレーの最西部に建設が計画されている高速道路である。TRAXの駅からシュガーホース地区にある歴史的事業地区まで、昔ながらの路面電車の復活が検討されている。

## 都市と町

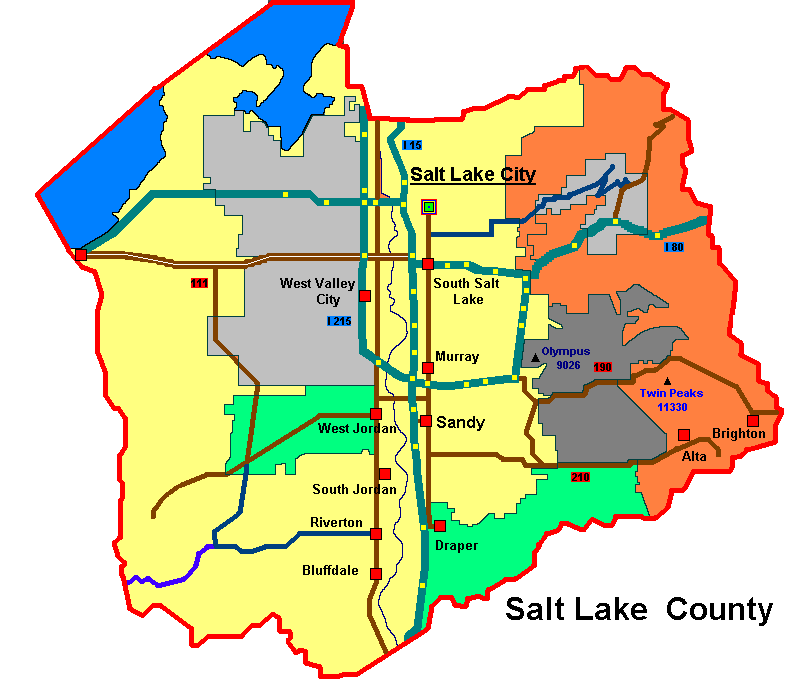
郡の地図

### 市
- ソルトレイクシティ（郡庁所在地）
- ウェストバレーシティ
- ウェストジョーダン
- サンディ
- サウスジョーダン
- ミルクリーク
- テイラーズビル
- ヘリマン
- ドレイパー
- マリ
- リバートン
- カーンズ
- ミッドベイル
- コットンウッドハイツ
- ホラデイ
- マグナ
- サウスソルトレイク

### 町
- アルタ

### 旧市
- ビンガムキャニオン、1904年法人化、1971年廃市、ビンガム・キャニオン鉱山が町を吸収した1972年に最後の建物が消えた。最盛期の人口は約15,00人
- フォレストデール、1902年法人化、1912廃市、ソルトレイクシティに吸収[11]
- ラーク、バレー西側の小さな町、ビンガム・キャニオン鉱山からの表土を運ぶために1978年に解体。最盛期の人口は800人

### 未編入の町
ユタ郡は計画を目的として、未編入領域に「タウンシップ」と「地域委員会」を創設した。2010年時点で、全てのタウンシップは国勢調査指定地域（CDP)でもあるが、国勢調査局と郡がそれぞれ設定した境界は必ずしも一致しない。
タウンシップ: 
- カッパートン
- エミグレーション・キャニオン
- ホワイトシティ

地域委員会:
- ビッグコットンウッド・キャニオン
- グラニット（CDPでもある）
- パーリーズ・キャニオン
- サンディヒルズとウィロー・キャニオン（サンディ市の飛び地）
- サウスウェスト（ カッパートンとサウスジョーダンの南、ヘリマンの西）